# Presbyterian Church of Wales

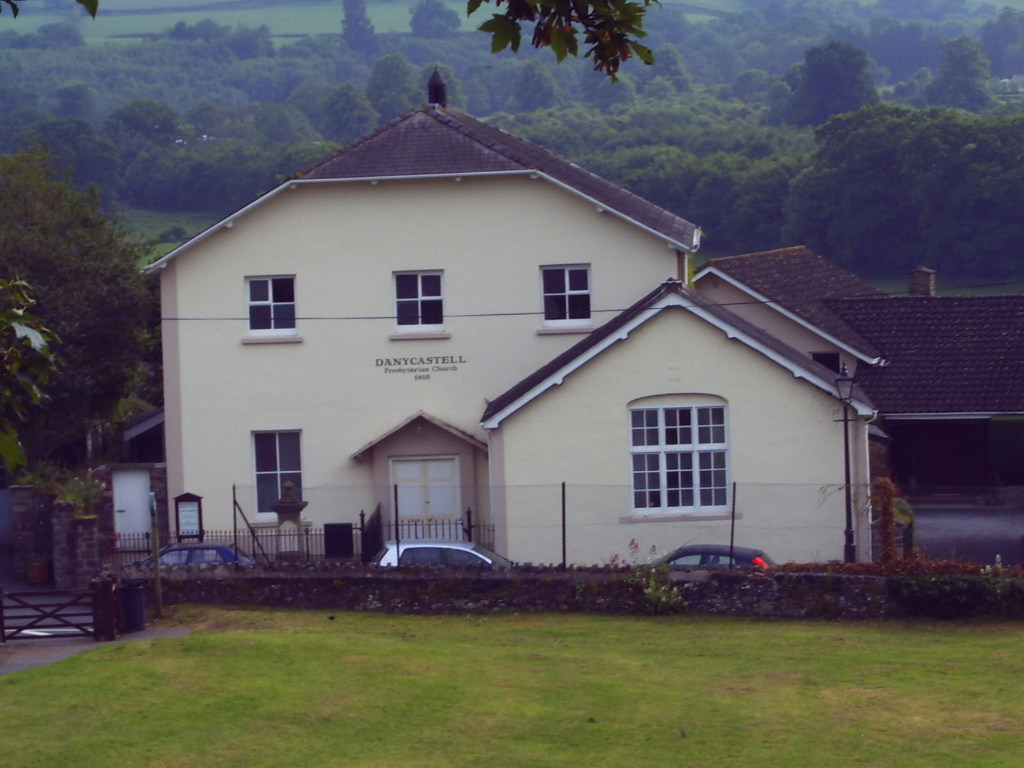
Danycastell Presbyterian Church in Crickhowell/Powys (errichtet 1806)

Die Presbyterian Church of Wales (Presbyterianische Kirche von Wales – walisisch: Eglwys Bresbyteraidd Cymru) ist eine reformierte Kirche in Wales. Sie bezeichnet sich selbst auch als The Calvinistic Methodist Church (Die Calvinistisch-methodistische Kirche – walisisch: Yr Eglwys Fethodistaidd Galfinaidd).
Sie entstand während des so genannten „walisischen methodistischen Aufbruchs“ im 18. Jahrhundert und spaltete sich 1811 von der Church of England ab. Mit der Schaffung einer eigenen Glaubensgrundlage (Confession of Faith) entstand 1823 endgültig eine eigenständige Kirche.
Vom Methodismus wesleyscher Prägung unterscheidet sie sich durch die calvinistisch geprägte Theologie. Die Ordination von Frauen wird seit 1978 praktiziert.
Diese Kirche hat etwa 14 000 Mitglieder. 